# Василий (Златолинский)
Архиепископ Василий (в миру Борис Иосифович Златолинский или Злотолинский; 12 ноября 1932, Ташкент — 1 декабря 2022) — епископ Украинской православной церкви (Московского патриархата) на покое, архиепископ Запорожский и Мелитопольский (1992—2009).

## Биография
По окончании средней школы учился в Ташкентском политехническом институте.
В сентябре 1954 года поступил в Московскую духовную семинарию.
26 февраля 1956 года был рукоположён во диакона.
В 1957 году окончил Московскую духовную семинарию и вскоре, 12 июля того же года, рукоположён в иереи.
С сентября 1957 года по 1960 год настоятель Димитриевского храма в городе Талас Киргизской ССР. Затем служил в храмах Ташкентской и Среднеазиатской епархий.
В 1972 году был назначен настоятелем Свято-Покровского храма в городе Шахты Ростовской области.
17 ноября 1975 года назначен настоятелем Свято-Екатерининского храма в Феодосии Крымской области.
13 февраля 1979 года архиепископом Симферопольским и Крымским Леонтием (Гудимовым) был пострижен в монашество с именем Василий в честь святого Василия исповедника.
С октября 1981 по 1984 год был настоятелем Никольского храма посёлка Кировское (ныне Обуховка) Днепропетровской области.
В 1984—1985 годах — настоятель Георгиевского храма посёлка Петриковка Днепропетровской области.
С 1985 года — настоятель Свято-Покровского храма села Покровское Днепропетровской области. Затем настоятель Свято-Покровского храма в Судаке Крымской области, настоятель восстанавливаемого Свято-Успенского храма города Старый Крым Крымской области.
В 1989 году был возведён в сан архимандрита и назначен членом епархиального совета Симферопольской епархии и благочинным Старокрымского округа.

## Архиерейство
23 ноября 1990 года постановлением Священного Синода определён быть епископом Симферопольским и Крымским.
1 декабря 1990 года во Владимирском кафедральном соборе Киева состоялось наречение.
Хиротония во епископа Симферопольского и Крымского состоялась 2 декабря 1990 год (первая хиротония после создания УПЦ).
27 июля 1992 года в связи с учреждением Запорожской епархии назначен её правящим архиереем.
К Пасхе 1997 года был возведен в сан архиепископа.
В 2004 году Запорожский медицинский университет присвоил архиепископу Василию звание «почётный профессор», а МВД Украины наградило знаком отличия.
Возглавлял епархиальный миссионерский отдел, часто проводил диспуты и беседы с представителями различных конфессий и сект, вёл несколько еженедельных программ на местном телевидении и радио.
14 апреля 2009 года Священный Синод Украинской Православной Церкви, заслушав рапорт архиепископа Василия об увольнении его от управления Запорожской епархией и почислении на покой по состоянию здоровья, принял решение удовлетворить его просьбу и почислить на покой, выразив ему благодарность за понесенные труды. Местом его пребывания был назначен город Запорожье, содержание архиепископа было возложено на Запорожское епархиальное управление.
Скончался 1 декабря 2022 года на 91-м году жизни. Отпевание и чин погребения состоялись 3 декабря в Покровском соборе Запорожья.

## Награды
Церковные:
- 2002 — Орден преподобного Сергия Радонежского II степени;
- 2002 — Орден святого равноапостольного великого князя Владимира
- 2007 — Орден преподобного Серафима Саровского II степени;

Светские:
- 1994 — Орден «За возрождение казачества»
- 1998 — Почётный знак «Крест Войска Запорожского Низового» 2-й степени
- 2002 — Орден «За заслуги» III степени (Украина)[3]
- медаль губернатора Запорожской области «За развитие Запорожского края»
- 2011 — Почётный гражданин Запорожья

## Сочинения
- Православие, еретики, чёрная магия. — Запорожье, 1994;
- Православие: чему оно учит? — Запорожье, 1994;
- Краткое пособие по сектоведению (совм. с др. авт.). — Запорожье, 1998;
- Проповеди. — Запорожье, 2000.